# Каменце (Рогашка Слатина)
Каменце (словен. Kamence) — поселення в общині Рогашка Слатина, Савинський регіон, Словенія. Висота над рівнем моря: 309,1 м.